# Bučići (Jajce)
Pour les articles homonymes, voir Bučići.
Bučići (en cyrillique : Бучићи) est un village de Bosnie-Herzégovine. Il est situé dans la municipalité de Jajce, dans le canton de Bosnie centrale et dans la fédération de Bosnie-et-Herzégovine. Selon les premiers résultats du recensement bosnien de 2013, il compte 461 habitants.

## Démographie

### Évolution historique de la population
| 1948 | 1953 | 1961 | 1971 | 1981 | 1991 | 2013 |
| ---- | ---- | ---- | ---- | ---- | ---- | ---- |
| -    | -    | 278  | 347  | 400  | 457  | 461  |

|  |

### Répartition de la population par nationalités (1991)
En 1991, les 457 habitants du village étaient tous Musulmans (bosniaques).